# Obeya
Obeya, en japonés "habitación grande" o "habitación de guerra", es un método para la gestión de proyectos que se utiliza en Toyota, donde pertenece a su sistema de producción, siendo una componente del Lean Management o bien de la Lean manufacturing.

## Funcionamiento
Durante el desarrollo de procesos o de productos se reúnen todas las partes implicadas en una "habitación grande", para facilitar así una comunicación y una toma de decisiones rápida. De esta forma se eliminan las barreras que se han creado con el tiempo y que potencian la figura del departamento. En cierto modo se puede entender como una potenciación del espíritu de equipo a un nivel administrativo.
En la industria minera chilena, la compañía estatal Codelco, se utiliza el término en las reuniones de avance contractual semanal en sus distintas Gerencias de Proyectos Divisionales.

## Toyota
Toyota es una de las empresas que utiliza este método para la gestión de sus proyectos, gracias al cual se ha reducido considerablemente el tiempo de desarrollo de automóviles.